# Olivia Hye
Olivia Hye è il dodicesimo singolo del girl group sudcoreano Loona, pubblicato nel 2018. Il brano presenta ufficialmente la cantante Olivia Hye come ultima componente del progetto di pre-debutto delle Loona.

## Tracce
1. Egoist (feat. JinSoul) – 4:07 (testo: 박지연 (MonoTree), Jaden Jeong – musica: Artonic Waves, LAB301, PABLO GROOVE)
2. Rosy (Go Won & Olivia Hye feat. HeeJin) – 3:15 (testo: 달리 – musica: 빌리진, 김진형(BADD), Hickee)

## Classifiche
| Classifica (2018) | Posizione massima |
| ----------------- | ----------------- |
| Corea del Sud     | 11                |